# 雪松醇
雪松醇（英語：Cedrol，又称柏木醇、番松醇）是一种倍半萜，存在于针叶树的香精油中，尤其是柏木属和刺柏属。它也被鉴定出存在于盆栽马郁兰中，这是一种牛至属的植物。它主要用于香气物质的化学研究及应用。